# セラフィム 2億6661万3336の翼
『セラフィム 2億6661万3336の翼』（SERAPHIM 266613336WINGS）は押井守原作、今敏作画による日本の漫画作品。未完。

## 概要
本作は『機動警察パトレイバー 2 the Movie』のレイアウトを担当した今敏が作画として押井に誘われるという形で企画された。本作の立ち上げの背景には、『アニメージュ』1994年3月号で12年にわたる連載が完結した宮崎駿の『風の谷のナウシカ』に続く新しい大型漫画連載の立ち上げを望む当時のアニメージュ編集部の意向があった。
本作は『アニメージュ』1994年5月号から同誌1995年11月号まで連載され、未完のまま休載。それからはコミックス化もされず、2010年8月24日に亡くなった今敏の追悼出版として、2010年12月4日に本作が初単行本化された。連載時のクレジットは序章から12回までが『押井守原作、今敏作画』、13回から16回までが『今敏、押井守原案』。単行本では『押井守、今敏』とクレジットされている。
本作の基本的な世界観は既に企画書の段階で押井が考案した。押井は当時、担当編集に対して本作の企画を「自分が生涯に作りたいものの中で、一番大きな球を放った」と表現。いつかは映像化も視野に入れた押井の強い思い入れのある企画であった。作画を担当する今敏は連載開始号で「今回の新連載は押井さんとじっくり話しながら作りたいですね」とコメントしていた。
本作は押井の脚本（プロット）に対して今敏が疑問点を挙げ、それに押井が答えるという形で作画が進められた。今敏は演出的な疑問点に対し質問だけでなく、自身のアイデアを含んだ提案も行った。押井も今敏のアイデアを積極的に取り入れた。そのやり取りを続けているうちに二人の間に意見の齟齬が生じ、本作は一時休載。連載は再開することなく、今敏が逝去し、未完である。
押井によれば、「今ちゃんというのは最高のパートナーだった。自分の物語にふさわしい絵を添えてくれた。でも今ちゃんから言えば、添えるという作業が苦痛であった。物を作る人間っていうのは、自分がトップでなければ納得できない」と、当時について語っている。

## あらすじ
21世紀初頭、ユーラシア大陸の深奥部で発生し、世界中に蔓延した天使病（セラフィム）。天使病は肉体の一部を変容させ感染者に強烈な幻覚を見せながら死に導く奇病である。天使病は瞬く間に広がり、それによって多くの国家が崩壊し、世界は壊滅の危機に瀕していた。各地で頻発する武装難民との衝突、浄化という名目で行われる悲惨な虐殺などで世界が混乱する中、天使病の発端を探るため、少女セラ、バルタザルことエラズマス教授、メルキオルと言われる「国殺しのヤコブ」、そして犬(バセットハウンド)のガスパルはタクラマカン砂漠を目指す。

## 用語

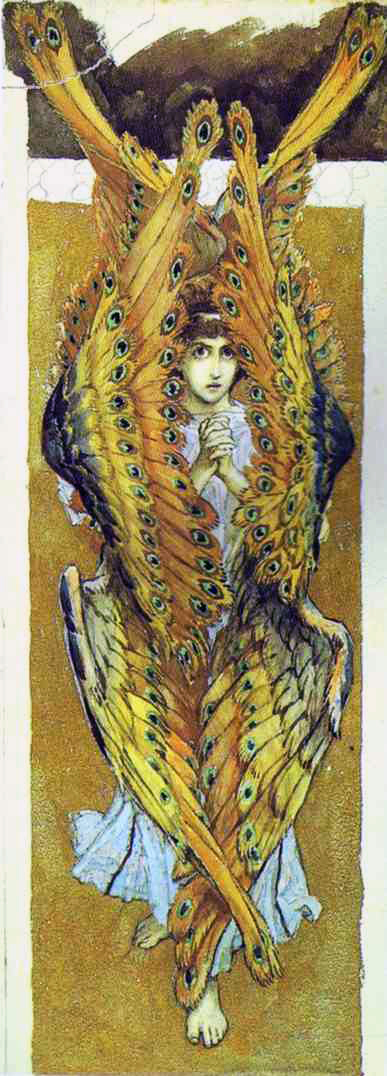
『セラフィム』（画：ヴィクトル・ヴァスネツォフ）

セラフィム
Seraphim。諸天使中最高位の天使。本作においては主題ともなっている疫病の通称。
バルタザル、メルキオル、ガスパル
Three Wise Men。イエス・キリストがベツレヘムに誕生した際、不思議な星の輝きに導かれて東方から礼拝に訪れた東方の三賢者。本作においてはWHOによって任命された審問官（マギ）の三人。
三合会
中国の秘密結社。作中では「客家の秘密結社」と説明される。天使病の蔓延による諸外国からの断絶によって、中国内では辛うじて彼らのネットワークのみが外国と接触しうる所となっている。また、設定上中国国内では分離独立が頻発し、三合会の支配は華南地方のみに限定される。なお国の封鎖により首領　副首領クラスである香主、紅棍は、国外へ逃亡、管理員と言う設定の「白扇」である葉選英が「華南民主共和国連邦」に残り経営をしている。

## 書籍情報
『セラフィム 2億6661万3336の翼』徳間書店（増補復刻版は復刊ドットコム）
- 限定版（2010年12月4日発売） ISBN 978-4-19-950220-0
- 通常版（2010年12月13日発売） ISBN 978-4-19-950223-1
- 増補復刻版（2019年10月17日発売） ISBN 978-4835456980